# Gunther Jaeckel

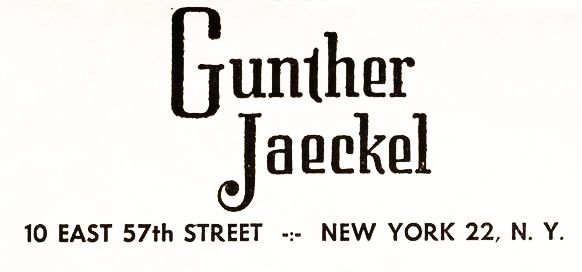

Gunther Jaeckel war ein bedeutender Kürschner in New York. Im Jahr 1948 waren die beiden traditionsreichen Kürschnereien Gunther & Sons Inc. und Jaeckel Inc. zur Firma Gunther Jaeckel fusioniert. Das neue Unternehmen erweiterte seine Produktpalette über Pelze hinaus auf Damenkleider und Kostüme.
Das Fachverzeichnis der Pelzbranche für New York verzeichnete im Jahr 1963 zwei weitere Pelzeinzelhändler namens Jaeckel, Murray Jaeckel, 150 W., 30. Street sowie Tracy Jaeckel, 961, 1. Avenue.

## Gunther Jaeckel
Gunther Jaeckel, ein deutscher Einwanderer, gründete seinen Pelzeinzelhandel mit Kürschnerei im Jahr 1920. Es bestanden enge Verbindungen zum Pelzhändler Johann Jakob Astor, dem reichsten Mann seiner Zeit und ersten Multimillionär Amerikas. Wie es hieß, kaufte Jaeckel vor allem hochwertigste Pelzfellarten, nicht nur auf den Londoner Auktionen, sondern durch Agenten auch direkt in Sibirien und Kanada. Lange Zeit betrieb er die einzige New Yorker Abteilung für Herrenpelze. Insbesondere Waschbär-Kurzmäntel als Statussymbole wohlhabender Studenten und für reiche Besitzer des neu aufgekommenen Automobils mächtige Büffelfellmäntel als Automobilistenpelze waren zu der Zeit auffällige Modeartikel. Seine Verkäufe an Prominente und von besonders teuren Pelzen sorgten immer wieder für Schlagzeilen. Eine seiner berühmten Pelzkundinnen war Marilyn Monroe. Mitte der 1950er Jahre unterhielt Gunther Jaeckel eine eigene Nerzfarm.
Etliche Arbeiten aus der Werkstatt Gunther Jaeckel fanden als Zeichnungen, neben Kreationen anderer bedeutender Pelzdesigner, Aufnahme in das 1951 erschienene Werk „Mode in Furs“ von R. Turner Wilcox (1888–1970), Damenpelze, meist mit passenden Accessoires, wie Kopfbedeckungen und Schuhen:
Schwarzer Breitschwanzmantel mit geraffter Halskrause und Gürtel (1921)
Cape aus Maulwurffellen, dachziegelartig überlappend drapiert, mit schwarzem Fuchskragen (1924)
„Informal“ Mantel aus geschorenem grauen Zickelfell, mit grauem Stoff eingefasst und gefüttert (1927)
„Formaler“ Tagesmantel aus schwarzem Breitschwanz mit Schalkragen aus Zobelfell (1927)
Mantel aus platinumgrauen Breitschwanz mit grauem Krimmer (1931)
Zobeljacke im Kimonostil (1931)
Jacke mit Fledermausärmeln aus schwarzem oder marineblauem Breitschwanz (1949).
Bereits Louis Wheelers Vater, Isaac Wheeler, war einer der Direktoren von Gunther Jaeckel. Im Jahr 1984 finanzierte Vizepräsident Louis Wheeler die erste, überaus erfolgreiche New Yorker Modenschau des Designers Adrian Adolph Greenburg (1903–1959) und erwarb die gesamte „Adrian“-Frühjahrskollektion, die in einer besonderen Abteilung des Geschäfts in der 10 East 57th Street präsentiert wurde. Das Gebäude wurde inzwischen durch einen anderen Wolkenkratzer ersetzt. Das Unternehmen Gunther Jaeckel spezialisierte sich neben hochwertiger Damenmode weiterhin auf Pelzbekleidung.
1959 wurde die Firma Gunther Jaeckel, inzwischen Manhattans ältestes Pelzgeschäft, von Walter Hoving, dem Inhaber des 60 Jahre alten Luxuskaufhauses Bonwit Teller und des Juweliergeschäftes Tiffany & Co. zur weiteren Verbesserung des Images seiner Ladenkette hinzugefügt. Die Übernahme war eine Herausforderung für den neuen Besitzer, Gunther Jaeckel hatte 1945 das letzte Mal eine Dividende gezahlt. Sein Geschäftspartner Bonwit Teller verfolgte eine aggressive Expansionspolitik und besaß bereits zwei Vorstadtfilialen in Manhasset, L.I., und White Plains, N.Y., eine dritte war geplant (in Millburn, N.J.), sowie Geschäfte in Chicago, Cleveland und Boston. Hoving beabsichtigte die Werbekosten zu verdoppeln und die Zwischenwände, die das Bonwit-Hauptgeschäft und Gunther Jaeckel trennten, zu entfernen.
Im April 1961 wurde Andy Warhol von Bonwit Teller beauftragt, die Schaufensterdekoration für Gunther Jaeckel zu gestalten. Anfang der 1950er Jahre hatte Warhol noch von Gelegenheitsarbeiten gelebt, unter anderem als Werbegrafiker und Schaufenstergestalter. Mit dem Schaufenster stellte er eine Verbindung zu seinem früheren Leben her, indem er eine Kollektion aus den noch von Hand gemalten „abgelegten“ Werken konzipierte. Nach dieser Auftragsarbeit verlegte er sich auf eine neue Technik, ein Übergang zu seinen späteren, für ihn charakteristischen Siebdrucken.

### C. G. Gunther's Sons Inc.
- C. G. Gunther's Sons

"C.
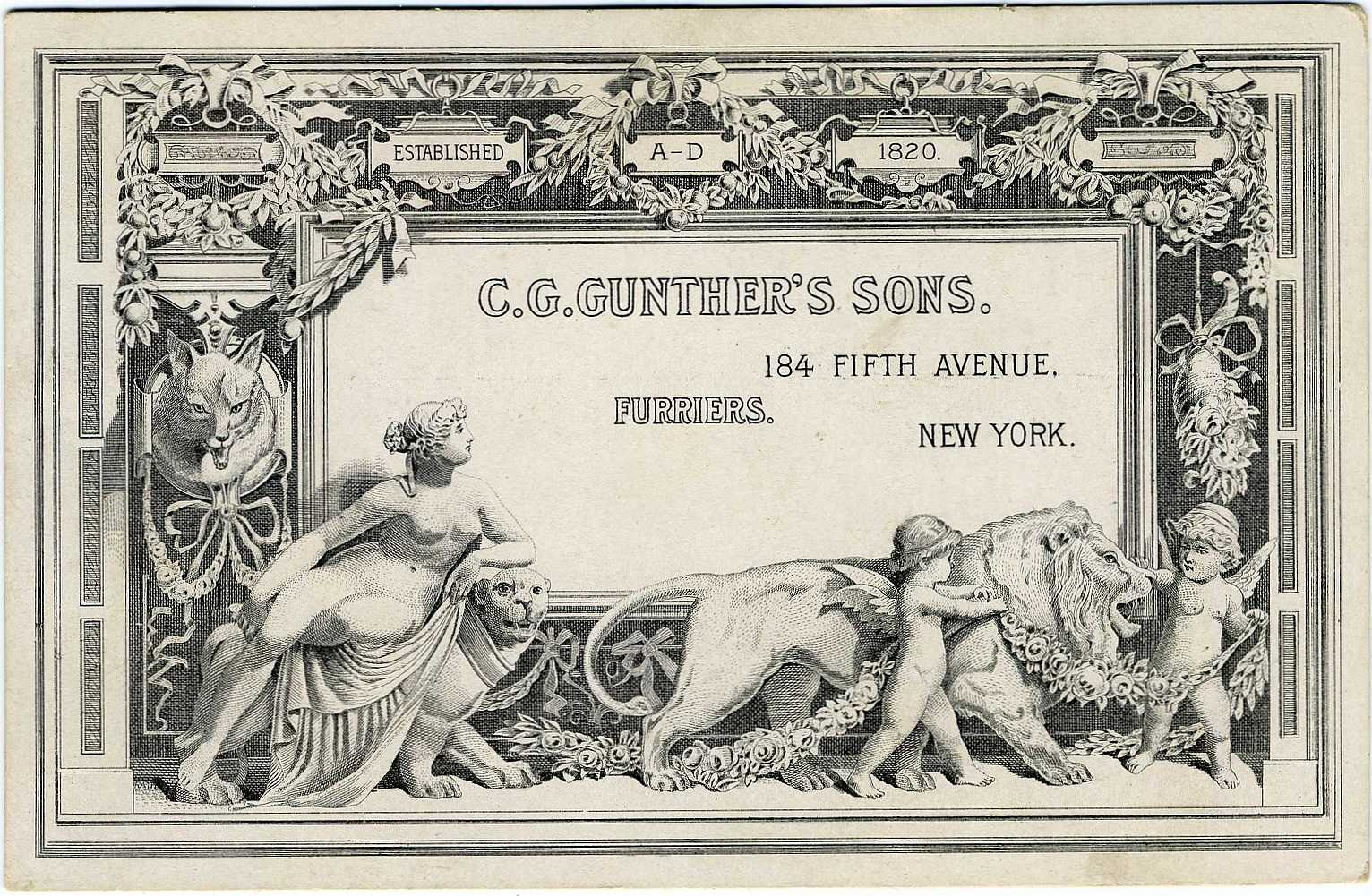
Geschäftskarte
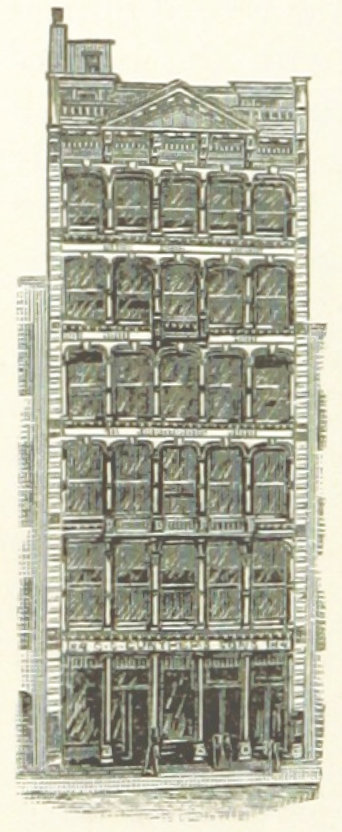
Firmengebäude

- Firmengebäude

C. G. Gunther's Sons Inc., eine der beiden Vorgängerfirmen, wurde 1820 gegründet. Die New Yorker Geschäftsadresse im Jahr 1914 war 5. Avenue 391.

Pelzmodelle C. G. Gunther's Sons
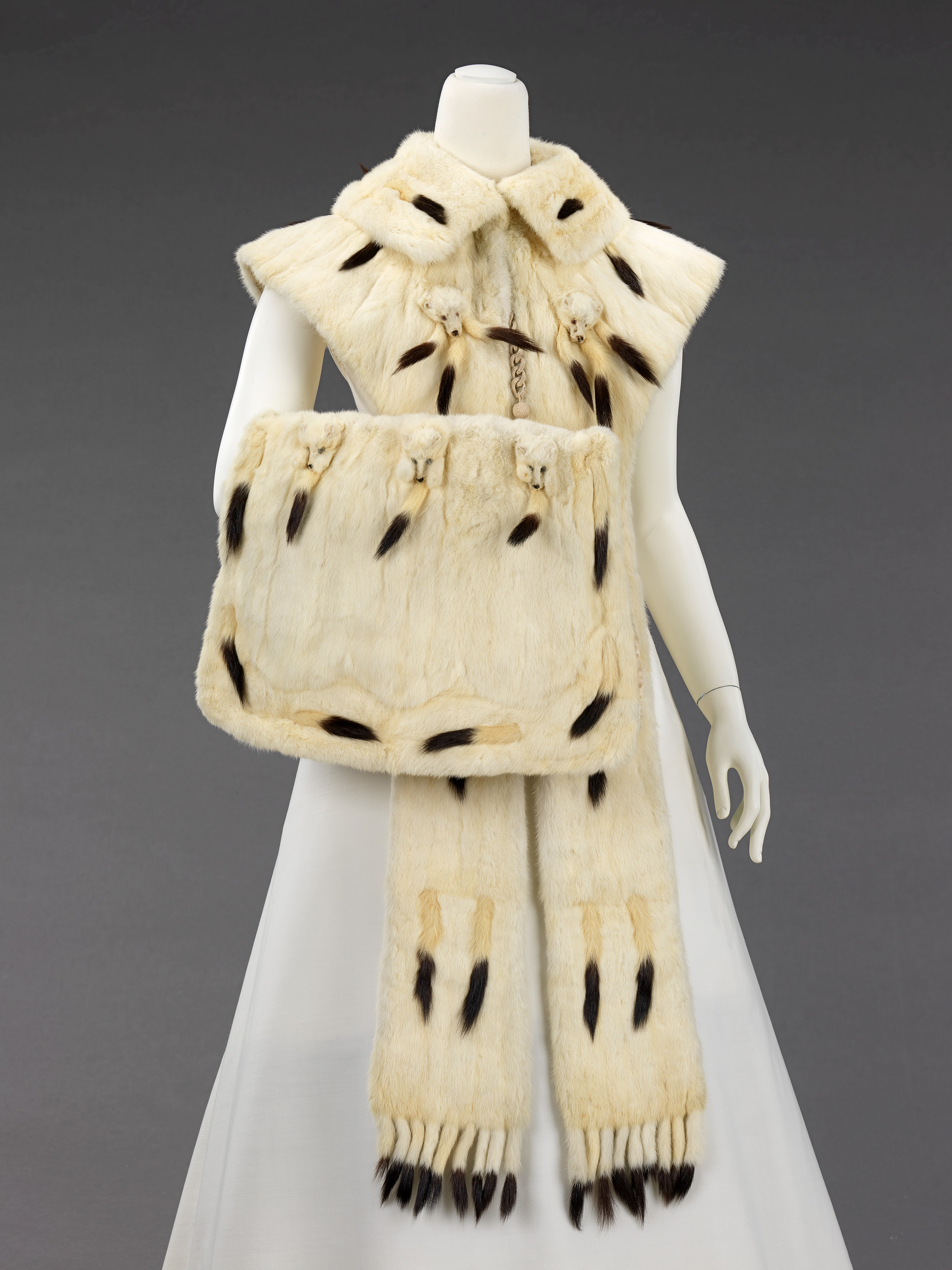
Pelzgarnitur, Muff und Stola aus Hermelin (1890–1899, Metropolitan Museum of Art)
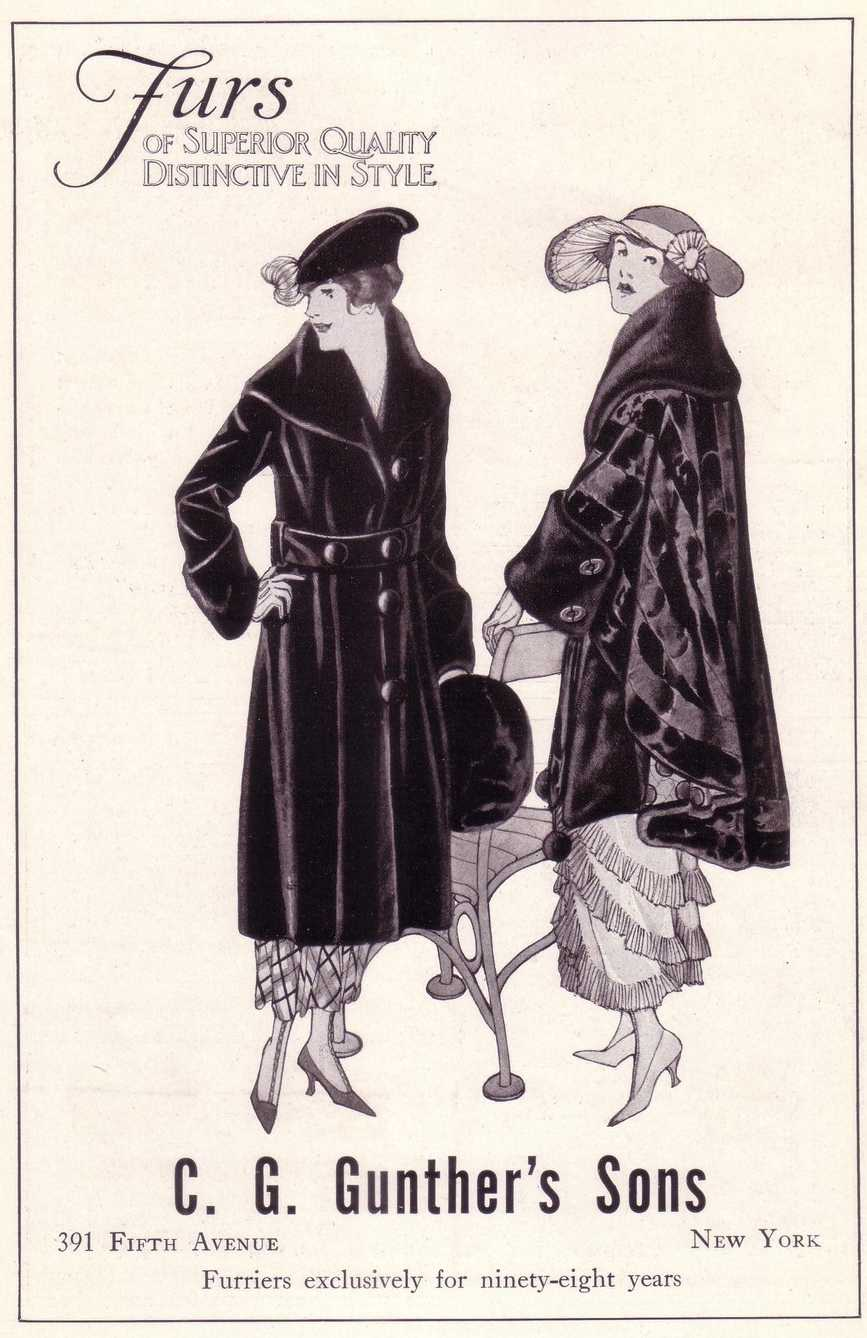
„Pelze von höchster Qualität - unverwechselbar im Stil“ Anzeige (1910)
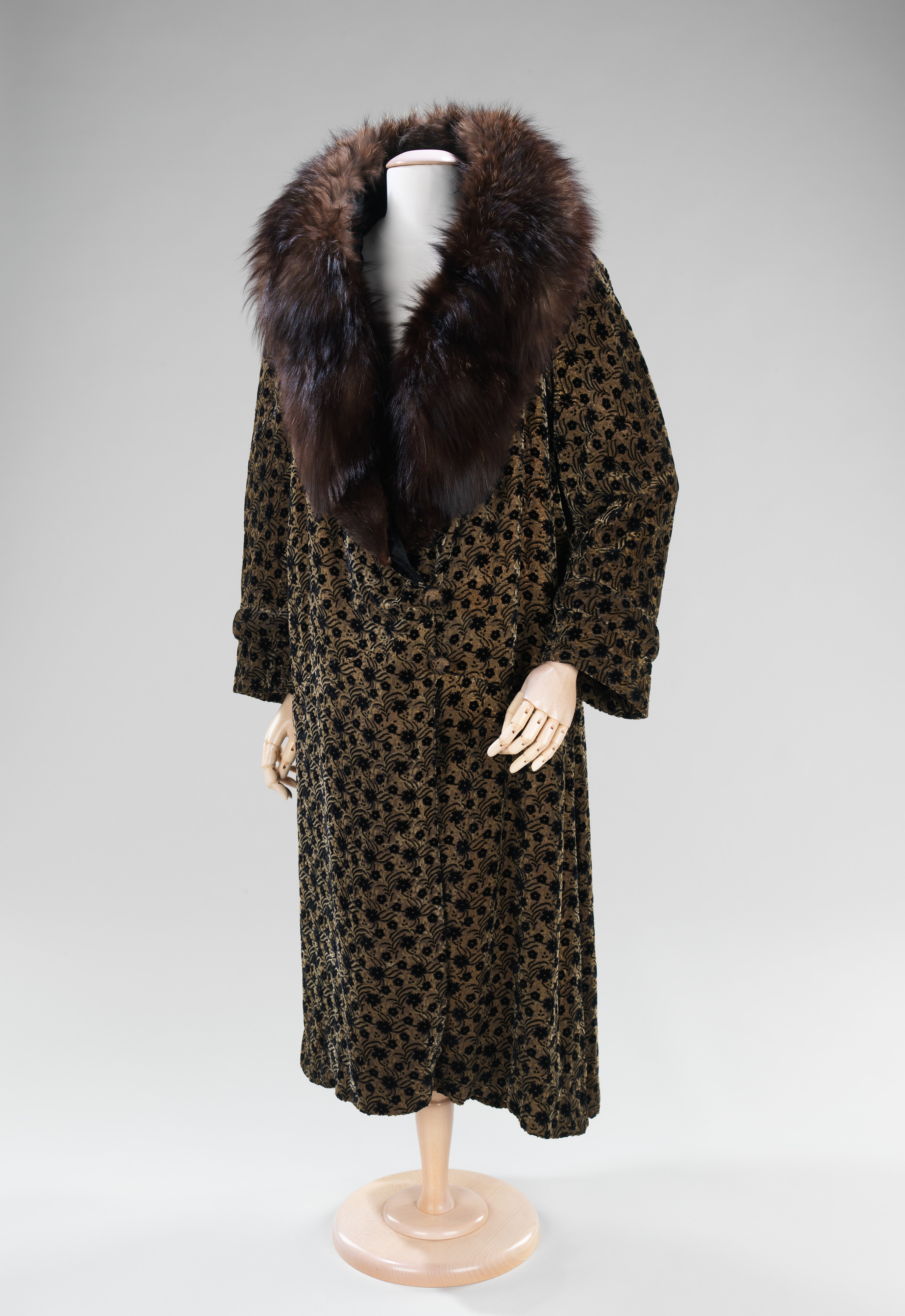
Abendmantel, Stoff mit Fuchskragen (etwa 1930, Metropolitan Museum of Art)

### A. Jaeckel & Co, Jaeckel Inc.
Die Jaeckel Inc. bestand seit 1863. Eine mit Ornamenten gemusterte, waschgoldene Abendjacke aus Leinen von Adrian mit dem Firmenetikett „Jaeckel Inc.“ aus den 1930er Jahren fand Aufnahme in die Sammlung des Museum of Fine Arts in Houston.

Prospekt A. Jaeckel & Co, etwa 1910
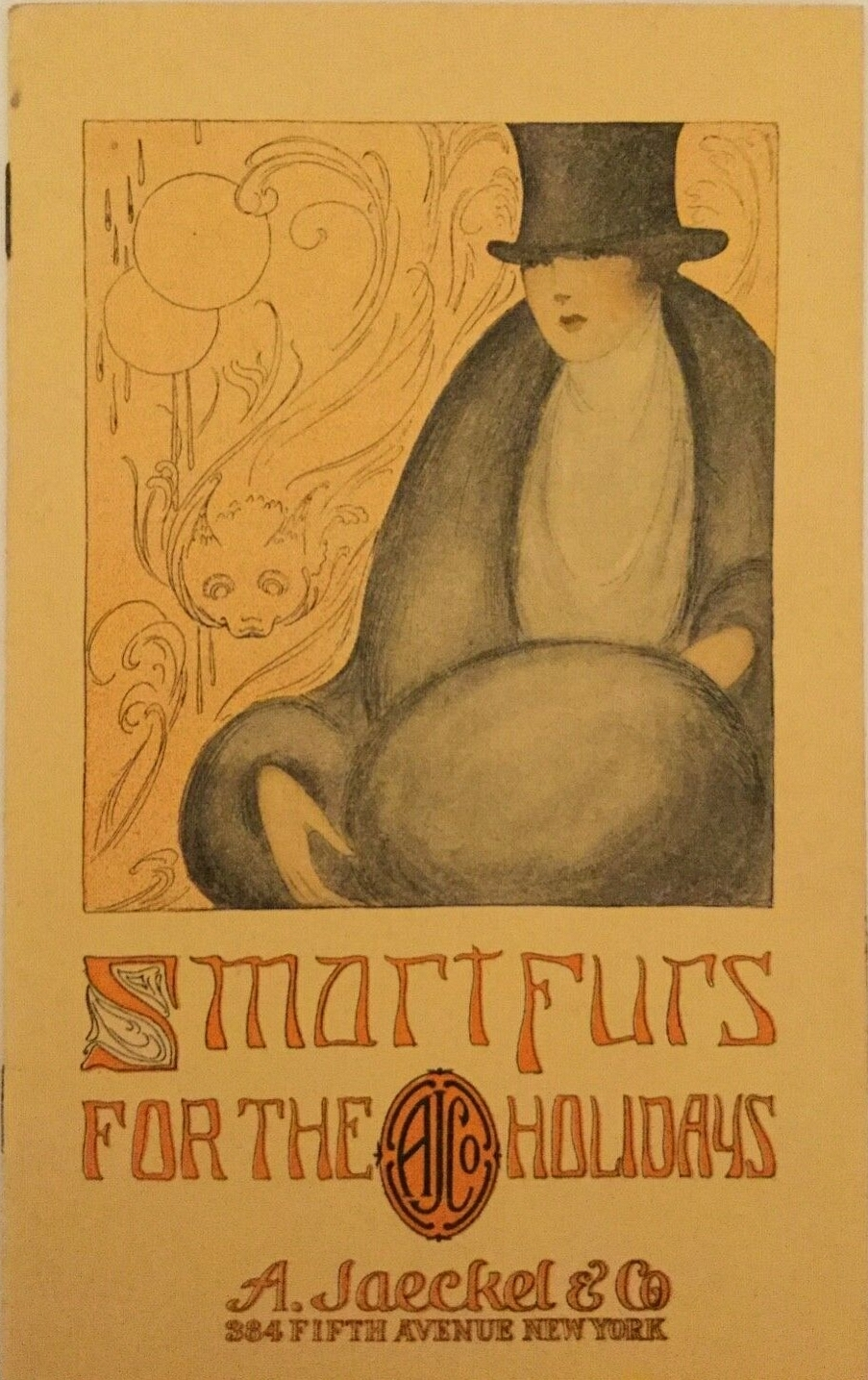
„Smarte Pelze für die Ferien“ (Titelseite)
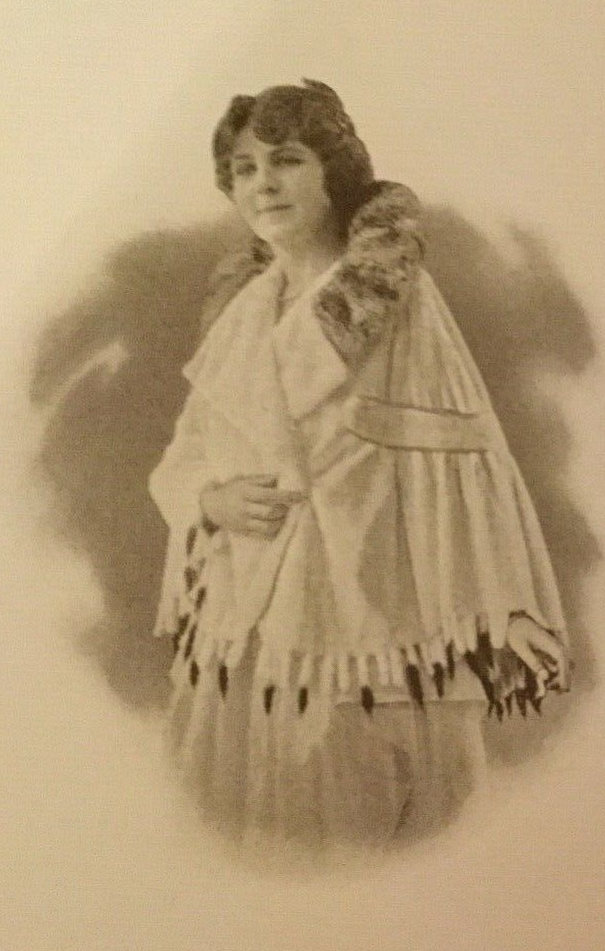
Kurzes Hermelincape mit Hermelinschweifen und Chinchillakragen
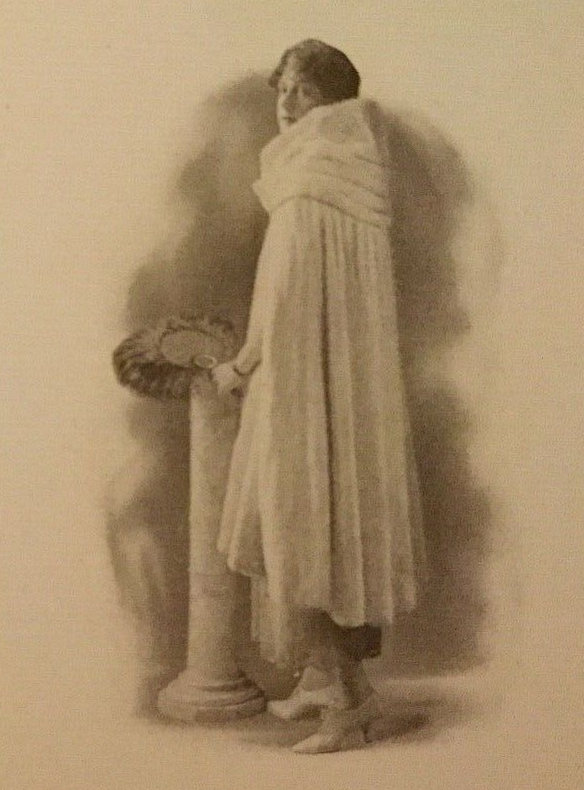
Langes Cape aus „königlichem“ Hermelin
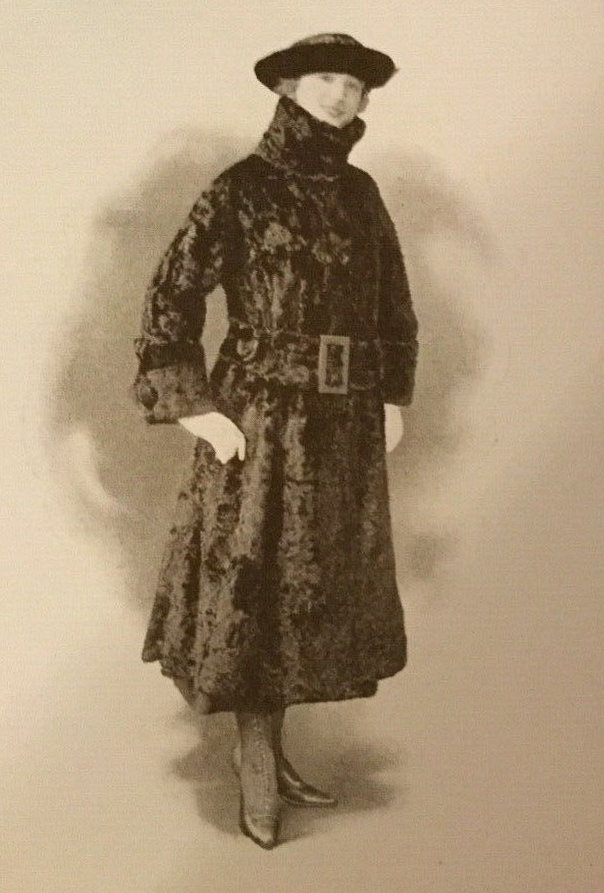
Gegürtelter Karakulmantel
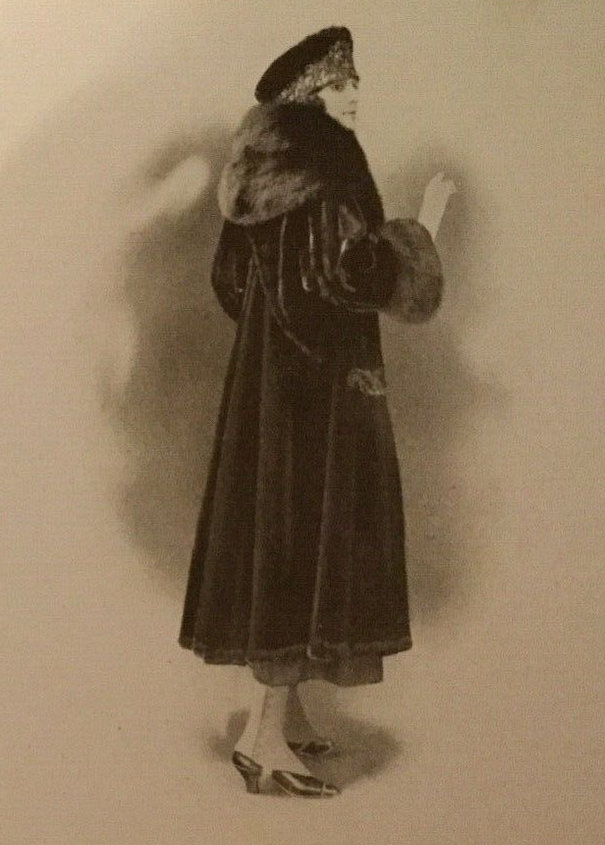
„Hudson-Seal“-Mantel (Kaninfell)